# 沢田牛麿

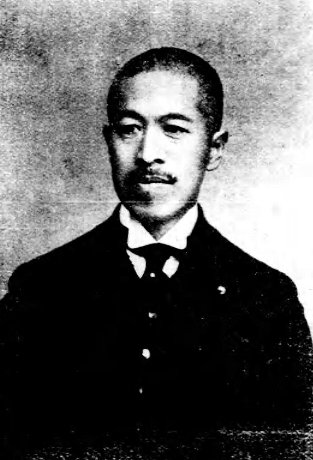
沢田牛麿

沢田 牛麿（さわだ うしまろ、1874年（明治7年）2月6日 - 1958年（昭和33年）1月29日）は、日本の内務官僚、政治家。貴族院議員。

## 来歴
高知県土佐郡布師田村（現:高知市）で旧土佐藩士沢田誠一の長男として生まれる。山口中学、山口高等学校を経て、1899年、東京帝国大学法科大学法律学科（独法）を卒業。同年11月、文官高等試験行政科試験に合格。陸軍省に入り、陸軍属として大臣官房付となる。以後、陸軍省参事官、警察監獄学校教授兼内務省参事官などを歴任。その後、東京府事務官に転じ、韓国統監府警視、兼統監府書記官、鹿児島県内務部長などを務めた。
1918年10月、青森県知事に就任。以後、佐賀県・石川県・福岡県の各知事を歴任した。1927年4月、北海道庁長官となり、1929年7月まで在任し退官した。
1939年（昭和14年）8月28日、貴族院勅選議員に任じられ、同和会に属し1947年（昭和22年）5月2日に貴族院が廃止されるまで在任。その他、長門企業炭鉱取締役などを務めた。1958年1月29日死去。享年83。

## 栄典
- 1909年（明治42年）4月18日 - 皇太子渡韓記念章[5]